# Barnard E. Bee, Jr.

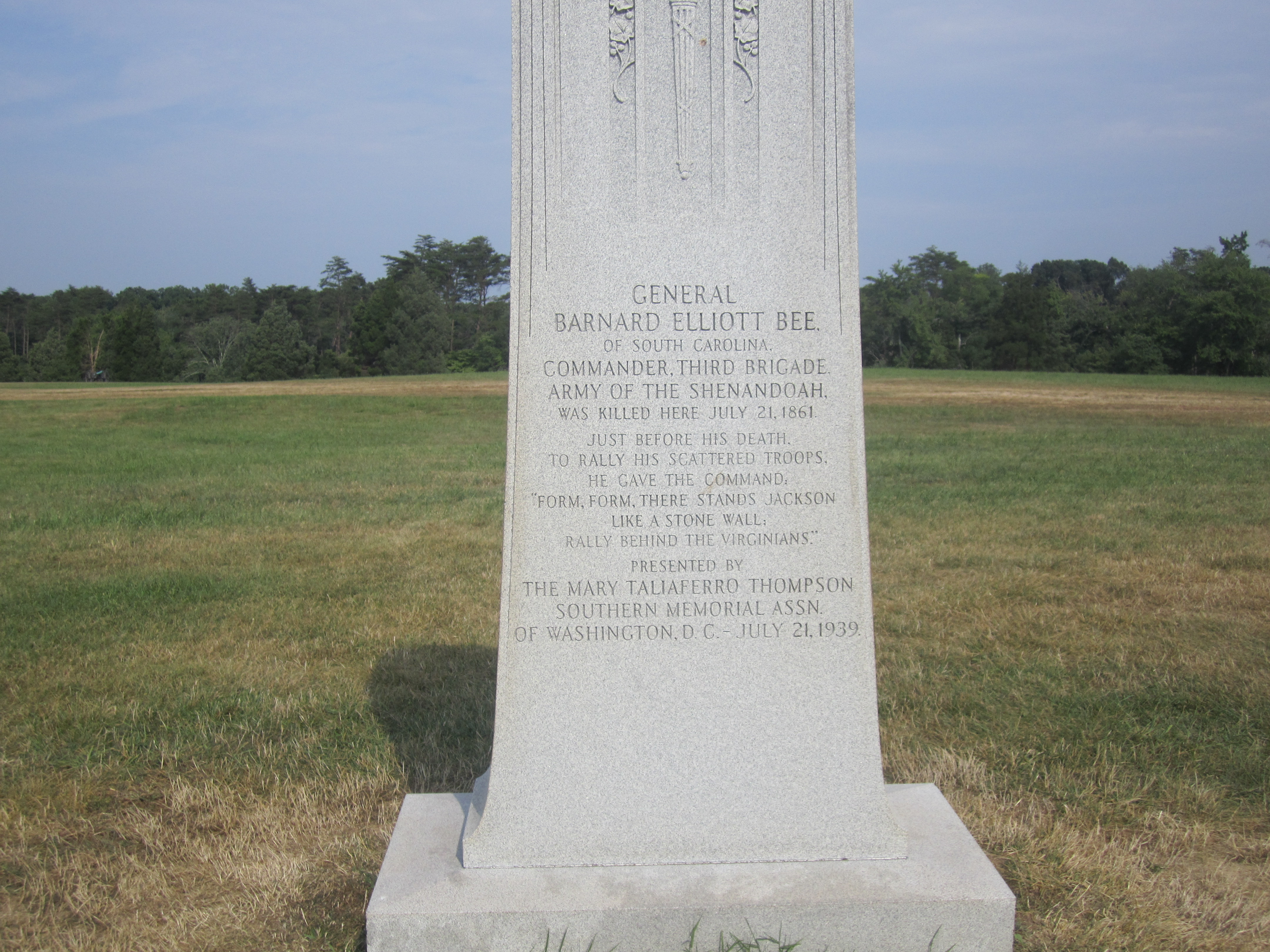
Barnard Bee Jr. emlékműve a Manassas Katonai Nemzeti Parkban.

Barnard Elliott Bee Jr. (Charleston, Dél-Karolina, 1824. február 8. – Manassas, Virginia, 1861. július 22.) az Amerikai Egyesült Államok hivatásos tisztje volt, aki 1861-ben az ország kettészakadásakor átlépett az Amerikai Konföderációs Államok hadseregébe, és harcolt az amerikai polgárháborúban. 1861. július 22-én a Bull Run-i csatában halálos sebesülést szenvedett, és így az első elesett tábornokok egyike lett. A csatában régi barátja, "Shanks" Evans csapatainak segítségére sietett, és feltartóztatta a konföderációs haderő balszárnyára csapást mérni igyekvő uniós csapatokat. Noha megállítani nem sikerült a rohamot, a helytállás időt biztosított Joseph E. Johnston és P. G. T. Beauregard tábornagyoknak, hogy a szorongatott balszárny segítségére siethessenek, és később döntő ellentámadást indíthassanak. Bee az ellentámadás során kibontakozó küzdelemben esett el. A csata folyamán Thomas J. Jackson dandártábornokra tett megjegyzése inspirálta annak Kőfal (Stonewall) becenevét.

## Ifjúsága
Barnard Elliott Bee, Sr. és Ann Wragg Fayssoux gyermekeként született. Mindkét szülője előkelő, angol felmenőkkel rendelkező charlestoni családból származott. Anyai nagyapja francia hugenotta volt. 1833-ban Bee családja a dél-karolinai Pendletonba költözött, egy Méhkasnak nevezett farmra, ahonnét az ifjú Barnard a Pendleton akadémiára járhatott.
1836-ban Bee szülei továbbköltöztek a függetlenségét Mexikótól frissen elnyerő Texasba. Az ifjabb Barnard Pendletonban maradt anyja három nénjénél, hogy tanulmányait folytathassa. 1841-ben felvételt nyert a West Point katonai akadémiára, ahol évfolyamtársai közé tartozott többek között William H. C. Whiting, William F. Smith, Louis Hébert, Thomas J. Wood, Fitz John Porter, Edmund Kirby Smith, Delos B. Sackett, Charles P. Stone és John P. Hatch. 1845. július 1-jén diplomázott le évfolyama 33. legjobb eredményével, melynek alapján hadnagyi rangban a 3. gyalogezredhez került.
Sok büntetést és fegyelmező gyakorlatot szedett össze tanulmányai alatt, néhány esetben szolgálat közbeni dohányrágásért. Bee első bevetése Texas megszállása volt a mexikói-amerikai háború során. Kétszer léptették elő a harcmezőn tanúsított bátorságért, először Cerro Gordónál való megsebesülése után főhadnaggyá, majd Chapultepecnél századossá. A Mexikóvárosi csatában 40 katonájával gyorsabban rohamozott, hogysem az utána indított futár el tudta volna érni a visszavonulási paranccsal és másfél kilométerre elszakadva honfitársai vonalától az a veszély fenyegette, hogy bekerítik. A megmentésére egy kétágyús üteg érkezett, melyet Thomas J. Jackson irányított, melynek fedezetében Bee gyalogsága biztonságban visszaért társaihoz.
Ezután a mississippi állambeli Pascagoulában állomásozott és a helyőrség parancsnokának hadsegédje volt. 1849-től 1855-ig a határvidéken szolgált Új-Mexikóban. Elsősorban a Las Cruces közelében fekvő Fort Fillmore-ba volt beosztva. 1855-ben előléptették a reguláris haderők századosává és a 10. gyalogezred D századának parancsnoka lett Fort Snellingben, Minnesota államban. Eközben ismerte meg Elizabeth Hillt, egy tiszttársa nővérét, akit később feleségül vett. 1857-ben Bee százada részt vett a Utah háborúban, melyet a Az Utolsó Napi Szentek Jézus Krisztus Egyháza tagjai, ismertebb nevükön a mormonok ellen vívtak. Bee vezette a Utahi Önkéntes Zászlóaljat és címzetes alezredesi rangot kapott szolgálatáért. 1860-ban Bee a wyomingi Fort Laramieban állomásozott és rövid ideig az erőd parancsnokságát is ellátta.
West Pointról megismert barátja, Nathan George Evans 1860. március 22-én megházasodott és esküvőjén Bee volt a tanú.

## A polgárháborúban
Amikor a déli államok egymás után kiváltak az Amerikai Egyesült Államokból, sok tiszttársához hasonlóan konfliktus alakult ki országához, hadseregéhez és szülőállamához való hűségének ütközése miatt. A döntés nehezére esett, de végül a Délt választotta. 1861. március 3-án Bee felmondott a hadseregnél és visszatért Charlestonba, ahol alezredesi rangban belépett az 1. dél-karolinai reguláris ezredbe.
1861. június 17-én Bee dandártábornoki előléptetésben részesült és a manassasi vasúti csomóponthoz menetelő dandár parancsnokának nevezték ki. Előléptetését a konföderációs szenátus posztumusz erősítette meg. Bee a Konföderációs Shenandoah hadsereg harmadik dandárjának parancsnokaként Joseph E. Johnston dandártábornok vezetése alatt működött a Shenandoah-völgyben, a hadsereg Johnston után legmagasabb rangú tisztjeként. Johnston vasúton keletre csoportosította át hadseregének zömét, mikor Irvin McDowell Északkelet-Virginiai hadserege elhagyta Washingtont, hogy megütközzön P. G. T. Beauregard dandártábornok Konföderációs Potomac hadseregével. 1861. július 21-én előzetes összecsapásokkal elkezdődött a Bull Run-i csata, melyet mindkét fél a háború döntő csatájának tekintett.
Az első napon a Konföderációs hadsereg állásainak erejét kisebb, felmérő jellegű támadás érte a jobb szárnyon. Bee dandárja a balszárnyra volt rendelve, így ebben a harcban nem vett részt. Másnap azonban Irvin McDowell úgy döntött, hogy a döntő támadást a konföderációs balszárny ellen indítja meg, azt tervezve, hogy felgöngyölítése után a teljes déli erőt meg tudja futamítani. Bee csapataitól balra már csak barátja, Shanks Evans kis létszámú dandárja volt. Evans észrevette az uniós szándékot a Matthews dombon foglalt állást. Bee azt szorgalmazta, hogy Evans vonuljon vissza a Henry House dombra, ahol négy dandár fogadhatta volna a rohamot, de Evans hallani sem akart erről. Ezért Francis S. Bartow ezredes és Bee dandárjai a Matthews dombra siettek, hogy Evans erőit megtámogassák. A túlerejű uniós csapatok özönlését nem sikerült feltartani, de értékes órákat szereztek Johnston és Beauregard számára, hogy tisztába jöhessenek a szövetségi szándékokkal. A Matthews dombi állás feltartóztatta David Hunter hadosztályának első dandárját, melyet Ambrose E. Burnside dandártábornok vezetett. Ám mikor Daniel Tyler dandártábornok uniós hadosztályának első dandárja William Tecumseh Sherman vezetésével áttört egy alig fedezett hídon a hátuk mögött és Hunter másik dandárja is bekapcsolódott a támadásba, a védelem súlyos veszteségek elszenvedése után összeomlott.
A megfutamodó katonák a Henry House domb felé vonultak vissza, ahová Bee az ellenállás vonalát eredetileg is tenni akarta. A Henry House dombot Thomas J. Jackson dandártábornok dandárja tartotta, amely idáig békésen szemlélte harcostársai küzdelmét. „Az ellenség üldöz minket!”, kiáltotta Bee Jacksonnak. „Akkor bajonettel fogjuk megállítani”, válaszolta erre Jackson, de nem adta jelét, hogy a dombot el akarná hagyni. A legenda a Kőfal (Stonewall) név keletkezéséről két formában is elterjedt. Az egyik szerint Bee megfutamodó katonáit arra biztatta, hogy a Jackson által szilárdan védelmezett Henry House dombon álljanak meg és alkossanak vonalat Jackson csapatainak védelmében. „Ott áll Jackson mint egy kőfal! Álljunk készen e helyütt a halálra és győzni fogunk. Felvonulni a virginiaiak mögött!” Robertson és McPherson szerint a parancs nem a virginiai vonalak mögött, hanem mellettük való felsorakozásra szólított fel.
A másik verzió szerint, melyet Andrew Burnet Rhett őrnagy, Johnston törzsfőnöke, valamint W. H. C. Whiting őrnagy állított: Bee valójában dühöngött amiatt, hogy Jackson nem sietett a segítségükre a Matthews dombon az ellenség szorongató támadása közben, és így Bee híres mondása valójában pejoratív értelemben veendő: „Nézzétek, ott áll Jackson, mint egy kőfal!” Mások egyszerűen tagadják, hogy bármiféle kőfal szóba került volna, ennek ellentmondásait lásd Freeman művében. Az igazság nem kideríthető, mivel sem Bee, sem egyetlen alárendeltje nem írt jelentést az ütközetről.
Dandárja felsorakoztatása közben Bee-t lövés érte, mely még aznap halálosnak bizonyult. Egy kis kunyhóban halt meg és a St. Paul Episzkopális templom temetőjében van örök nyugalomra helyezve, Pendletonban.

## Családja
Felesége, Eliza újraházasodott és Lucian Dawsonhoz ment feleségül, akitől egy gyermeke született. 1921-ben halt meg.
Bee bátyja Hamilton P. Bee volt, aki szintén a Konföderációs hadsereg dandártábornoka lett. Charles H. Stevens dandártábornok nővérét vette feleségül. Hamilton ismert texasi politikus lett.

## Fordítás
- Ez a szócikk részben vagy egészben  a   Barnard Elliott Bee, Jr. című angol Wikipédia-szócikk ezen változatának fordításán alapul.  Az eredeti cikk szerkesztőit annak laptörténete sorolja fel. Ez a jelzés csupán a megfogalmazás eredetét és a szerzői jogokat jelzi, nem szolgál a cikkben szereplő információk forrásmegjelöléseként.